# Ermita de San Antonio (Vistabella del Maestrazgo)
La ermita de San Antonio de Vistabella del Maestrazgo, en la provincia de Castellón, es un lugar de culto dedicado a san Antonio Abad, localizado en el Camino del Cementerio, y está catalogado como Bien de Relevancia Local según la Disposición Adicional Quinta de la Ley 5/2007, de 9 de febrero, de la Generalitat, de modificación de la Ley 4/1998, de 11 de junio, del Patrimonio Cultural Valenciano (DOCV Núm. 5.449 / 13/02/2007), con código identificativo:12.04.139-008.
El Camino del Cementerio se encuentra en la salida oeste del núcleo poblacional y nos lleva hasta los pies del cerro donde se encuentra el Calvario, que antecede al cementerio, del que la ermita de San Antonio forma parte y al cual está adosado por la parte este del edificio.
Presenta planta cuadrangular y está datada entre los siglos XV al XVIII, con techo a dos aguas y atrio en la fachada en la que destaca la presencia de una puerta románica.
Como ocurre con la  ermita de Nuestra Señora de Loreto, el atrio, con techumbre a dos aguas acabada externamente en tejas e internamente en vigas de madera, se apoya en dos pilares cuadrados hechos de sillares, que acaban en un murete. También presenta una espadaña, para una sola campana, aunque no la tiene. A diferencia de esta otra ermita, la puerta de acceso sí está en la fachada principal, y se accede a ella por el atrio de entrada.
La festividad de san Antonio Abad se celebra el 17 de enero, pero los actos se realizan en el fin de semana más próximo a la fecha del santo, encendiéndose en el pueblo grandes hogueras mientras se realiza la procesión de los animales por las calles del mismo.